# 榛睡鼠
榛睡鼠（Muscardinus avellanarius）是睡鼠中最為常見的一個品種，屬於囓齒目睡鼠科林睡鼠亞科榛睡鼠屬的哺乳類動物，是榛睡鼠屬現時在世上唯一仍存在的品種。
榛睡鼠的體形細小，身長 6 到 9 厘米，而尾巴長 5.7 到 7.5 厘米。榛睡鼠有冬眠習慣，通常會在每年的10月開始，到次年的4月到5月。榛睡鼠在平常的重量只有 17 到 20 公克，但到了冬眠之前，其體重可達 30 到 40 公克。
榛睡鼠原生於歐洲北部及小亞細亞。牠亦是英倫三島唯一的原生品種睡鼠，直至可食用睡鼠入侵前，亦是唯一的品種。為保護這個原生品種，地方政府有時亦會為此付出高昂代價。所以英語文獻提及的睡鼠，一般都指榛睡鼠。榛睡鼠本來是一種野生生物，在古羅馬時期被用來作肉食而飼養，但現時亦有人用來作寵物。

## 外部連結
- Peoples Trust for Endangered Species site describing the Hazel Dormouse and its conservation
- Information and images from the BBC
- Extensive information and pictures （页面存档备份，存于）
- Pet care （页面存档备份，存于）
- A lot of facts, links and book reviews about the dormouse
- Dormouse nest-box construction
- 榛睡鼠在聯合王國的地理分佈圖 （页面存档备份，存于）